# Междузвездна среда
Междузвездната среда е материята, заемаща пространството между звездните системи в дадена галактика. Плътността на тази материя е относително малка – например в Млечния път тя е между 105 и 109 атома на кубичен сантиметър. Тя включва газове в йонна, атомна и молекулна форма, прах и космически лъчи и изпълва междузвездното пространство, преминавайки плавно в междугалактическото пространство.
Междузвездната среда е съставена главно от водород, по-малко хелий и далеч по-малки количества въглерод, кислород и азот. Термалното налягане на тези фази е в относително равновесие. Магнитните полета и турболентното движение също внасят налягане в междузвездната среда и обикновено са от по-голямо значение за динамиката на системата, отколкото термалното налягане.
Независимо от фазите, междузвездната среда е изключително разредена по земните стандарти. В хладните и плътните ѝ региони, материята е главно в молекулярна форма и достига плътност от порядъка на 106 молекули на кубичен сантиметър. В горещите и редките ѝ региони, материята като цяло е йонизирана, а плътността ѝ може да е от порядъка на 10−4 йона на кубичен сантиметър. За сравнение, вакуумът, който се постига в лаборатория, обикновено има плътност от 1010 молекули на cm3. По отношение на масата, 99% от междузвездната среда е газ, а 1% е прах. 91% от атомите на газа са водородни, докато 8,9% са хелиеви, а 0,1% са по-тежки елементи. Водородът и хелият са резултат главно от първичен нуклеосинтез, докато по-тежките елементи са резултат от обогатяване в хода на звездната еволюция.
Междузвездната среда играе ключова роля в астрофизиката, тъй като е посредник между звездните и галактическите мащаби. Звезди се образуват в най-плътните региони на междузвездната среда, което в крайна сметка допринася за молекулярните облаци и възстановява средата с материя и енергия чрез планетарни мъглявини, звездни ветрове и супернови. Това взаимодействие между звездите и междупланетната среда спомага за определянето на скоростта, с която галактиките изчерпват газовото си съдържание и следователно тяхната продължителност на активно образуване на звезди.
На 25 август 2012 г. Вояджър 1 става първият изкуствен обект от Земята, преминал в междузвездното пространство. Междузвездните плазма и прах ще се изучават до края на мисията през 2025 г. Вояджър 2 навлиза в междузвездното пространство през ноември 2018 г.
| Компонент                   | Частичен обем | Мащаб (pc)  | Температура (K) | Плътност (частици/cm3) | Състояние на водорода |
| --------------------------- | ------------- | ----------- | --------------- | ---------------------- | --------------------- |
| Молекулни облаци            | < 1%          | 80          | 10–20           | 102–106                | молекулно             |
| Студена неутрална среда     | 1 – 5%        | 100 – 300   | 50 – 100        | 20 – 50                | атомно неутрално      |
| Топла неутрална среда       | 10 – 20%      | 300 – 400   | 6000 – 10000    | 0,2 – 0,5              | атомно неутрално      |
| Топла йонизирана среда      | 20 – 50%      | 1000        | 8000            | 0,2 – 0,5              | йонизирано            |
| Област на йонизиран водород | < 1%          | 70          | 8000            | 102–104                | йонизирано            |
| Гореща йонизирана среда     | 30 – 70%      | 1000 – 3000 | 106–107         | 10−4–10−2              | йонизирано            |